# Antnäs
Antnäs – miejscowość (tätort) w Szwecji, w regionie administracyjnym (län) Norrbotten, w gminie Luleå.
Według danych Szwedzkiego Urzędu Statystycznego liczba ludności wyniosła: 889 (31 grudnia 2015), 1723 (31 grudnia 2018) i 1753 (31 grudnia 2019).